# 天津市历史风貌建筑保护标志

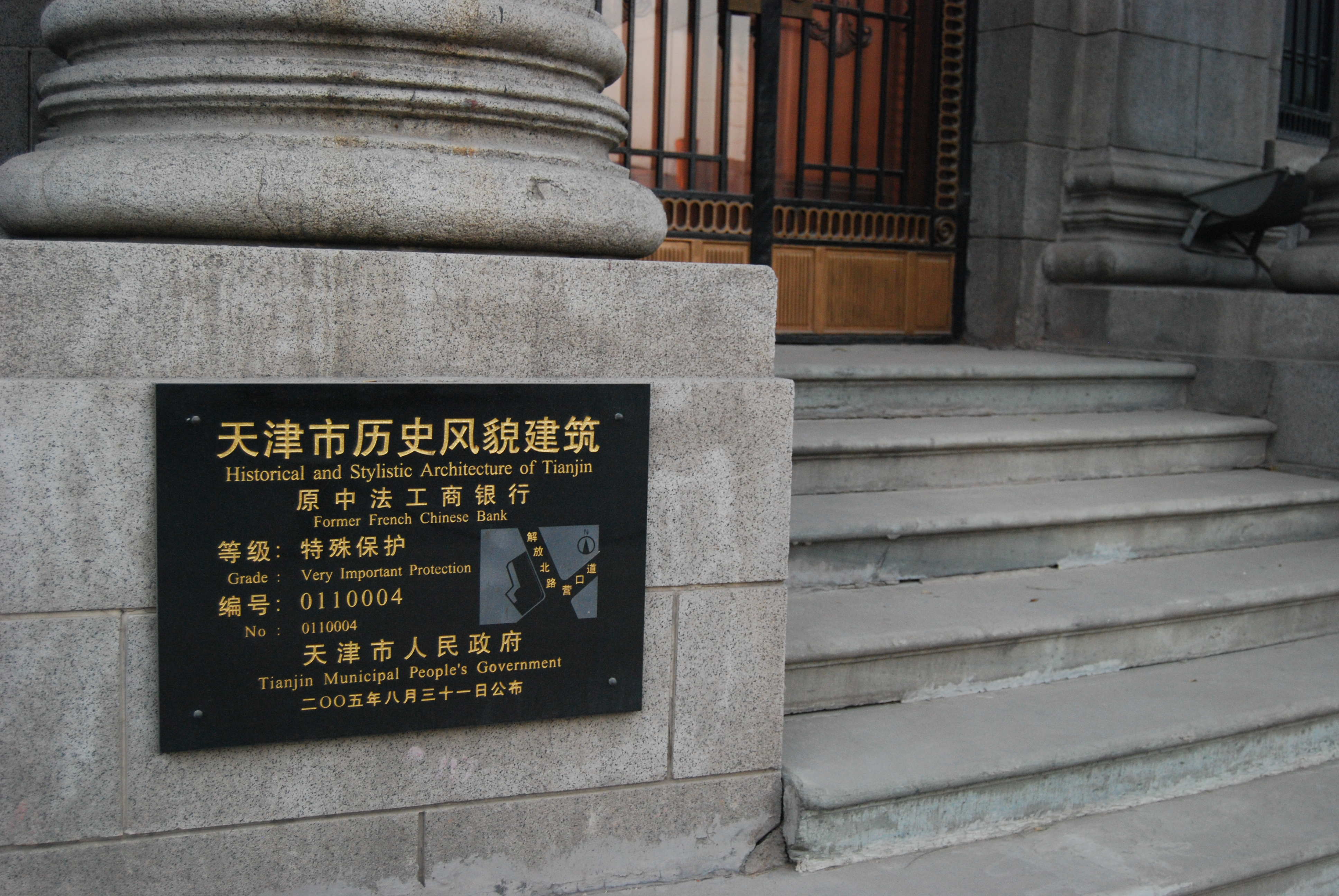
天津中法工商银行大楼的天津市历史风貌建筑保护标志

天津市历史风貌建筑保护标志是依据地方性法规《天津市历史风貌建筑保护条例》，经天津市国土资源和房屋管理局提名，天津市历史风貌建筑保护专家咨询委员会评审，最终由天津市人民政府批准，对被正式确认的天津历史风貌建筑由天津市人民政府统一设立的保护标志。目前，天津市已有的746幢历史风貌建筑被授予天津市历史风貌建筑保护标志。

## 颁发

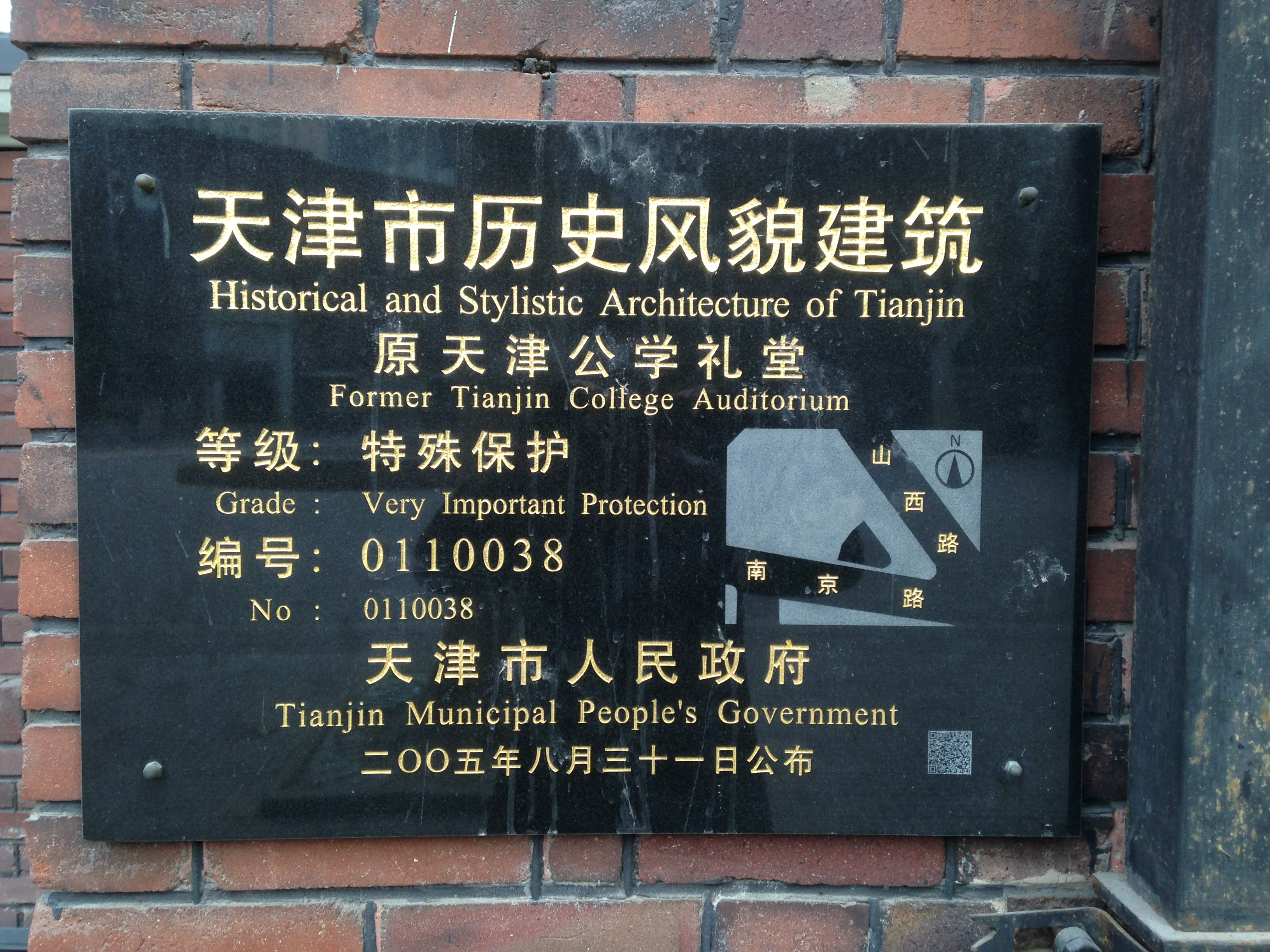
原天津公学礼堂的天津市首块历史风貌建筑保护标志

2006年8月8日，天津市举行了“历史风貌建筑保护铭牌揭幕仪式”，揭幕仪式由天津市国土资源和房屋管理局副局长路红主持，作家航鹰与耀华中学的学生代表为耀华中学揭幕天津市首块历史风貌建筑保护标志。作为首个被挂牌的历史风貌建筑，耀华中学的历史风貌建筑保护标志名称为原天津公学礼堂，保护等级为特殊保护，编号为0110038。

## 样式
天津市历史风貌建筑保护标志由黑色大理石材料制成，标志上的内容样式共十一行：首行和第二行为“天津市历史风貌建筑”的中英文；第三行和第四行为建筑名称的中英文；第五行和第六行为保护等级的中英文、第七行和第八行为编号的中英文、第九行和第十行为颁发机关天津市人民政府的中英文。末行为公布时间。在第五行和第八行之间的右侧区域绘有该历史风貌建筑所在的地图。另外，一些重点建筑还附有历史风貌建筑简介标志，该标志也由黑色大理石材料制成，在内容上对该建筑进行中英文介绍。2013年9月，天津市历史风貌建筑首批全新保护标志陆续亮相，新标志在原有的基础上增加二维码信息，天津市民或者游客可以通过手机扫描二维码就能了解每幢天津历史风貌建筑相关的历史资料，获取更多关于该建筑的信息。
同时，天津市历史风貌建筑办公室将进一步完善后台网络资源平台，按重点区域和保护等级的先后顺序，逐批进行更换标志。每幢天津历史风貌建筑将配有文字信息、历史图片、楼层结构、平面图、楼内场景，甚至每个屋子历史上的用途都能得到体现。对于特殊保护建筑和重点保护建筑，还将链接“内部三维展示平台”。

## 相关规定
根据《天津市历史风貌建筑保护条例》规定：

第十六条　历史风貌建筑和历史风貌建筑区，由市人民政府统一设立保护标志。
任何单位和个人不得擅自设置、移动或者涂抹、改动、损毁历史风貌建筑和历史风貌建筑区的保护标志。

第三十九条　违反本条例第十六条第二款规定，擅自设置、移动或者涂抹、改动、损毁历史风貌建筑和历史风貌建筑区保护标志的，由房地产行政管理部门责令限期改正、恢复原状；并可处以二百元以下罚款。

## 参阅
- 天津市历史风貌建筑网
- 天津市国土资源和房屋管理局政务门户 （页面存档备份，存于）